# Neil Robertson

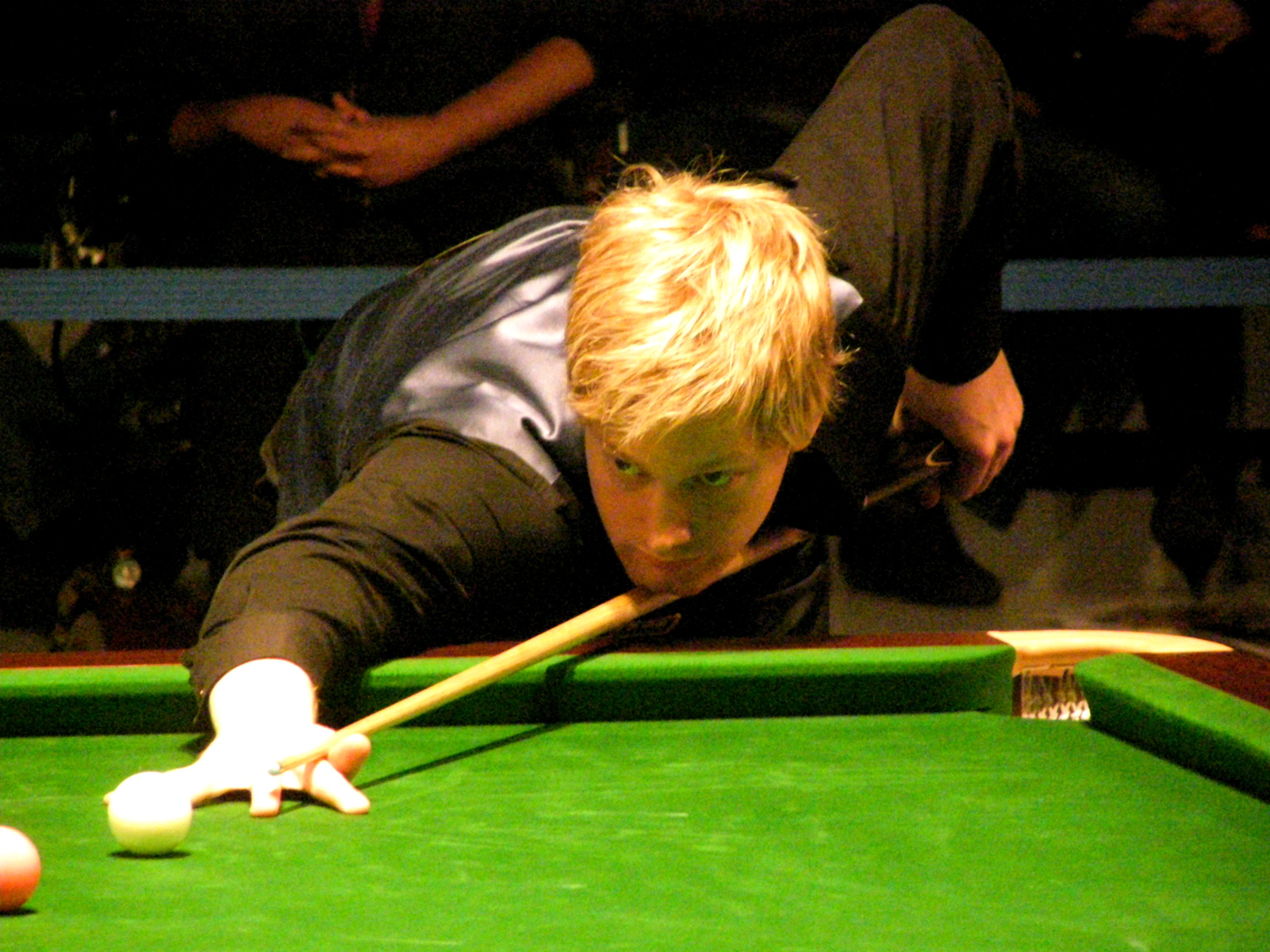
Neil Robertson - Wels 2010

Neil Robertson (* 11. února 1982 v Melbourne, Austrálie) je od roku 1998 profesionální hráč a světový šampion ve snookeru z roku 2010. Na turnaji China Open v roce 2010 dosáhl maximálního breaku 147 bodů. Držitelem titulu mistra světa se stal po vítězství v Mistrovství světa ve snookeru v britském Sheffieldu. Se svojí norskou přítelkyní Mille má jednoho syna, narozeného 12. května 2010, osm dnů po zisku titulu mistra světa.

## Úspěchy
- 4 vítězství v bodovaných turnajích
- 2006 vyhrál Grand Prix
- 2007 vyhrál Welsh Open
- 2008 vyhrál Bahrain Championship
- 2009 vyhrál Grand Prix